# Хайнрих Густав Райхенбах
Хайнрих Густав Райхенбах (на немски: Heinrich Gustav Reichenbach) е германски ботаник и орнитолог. Той е един от най-изтъкнатите специалисти по орхидеите на своето време.

## Биография
Роден на 3 януари 1823 година в Дрезден, Саксония. Баща му, Лудвиг Райхенбах, е известен ботаник и автор на „Icones Florae Germanicae et Helveticae“. От младежка възраст Райхенбах започва да помага на баща си при съставянето на това издание, като се заема с изучаване на орхидеите. Той защитава докторат по ботаника с дисертация върху тяхното опрашване.
През 1855 година Райхенбах става преподавател по ботаника в Лайпцигския университет, а от 1863 до края на живота си е директор на ботаническата градина при Хамбургския университет. По това време изследователите на тропическите области изпращат в Европа образци от хиляди новооткрити орхидеи и Райхенбах играе важна роля при тяхната идентификация, описание и класификация. След смъртта на Джон Линдли през 1865 година, Райхенбах е смятан за най-големия специалист по орхидеите в света.
Твърде упорит и самоуверен, Райхенбах трудно приема критика, поради което класификацията му съдържа много непоследователности, които по-късно трябва да бъдат коригирани от други учени. Той завещава огромния си архив и хербарий на Природонаучния музей във Виена, а не, както се очаква, на Кралската ботаническа градина в Кю, която е най-важният център на изследване на орхидеите. В допълнение той забранява използването на архива в първите 25 години след смъртта си, което довежда до голям брой двойни описания на видове, които трябва да бъдат поправяни след това.
Хайнрих Райхенбах умира на 6 май 1889 година в Хамбург.